# 愛知県立岩倉総合高等学校
愛知県立岩倉総合高等学校（あいちけんりついわくらそうごうこうとうがっこう）は、愛知県岩倉市北島町川田に所在する公立の高等学校。県内初の総合学科設置校である。

## 設置学科
- 総合学科
  - 人間文化系列
  - 自然科学系列
  - 情報系列
  - 流通管理系列
  - 国際ビジネス系列
  - アート・デザイン系列
  - 語学コミュニケーション系列

## 概要
- 通称「岩高」「岩総」
- 旧名　愛知県立岩倉高等学校（普通科、商業科）
- 普通科と商業科は総合学科設置に伴い募集を停止し、校名変更前に閉科した。
- 日本の総合学科のある高等学校としては数少ない、国家資格の基本情報技術者試験（FE）の午前科目免除制度の認定校となっている[1][2]。

## 沿革

### 年表
- 1971年4月1日　愛知県立岩倉商業高等学校開校（商業科3学級、経理科2学級）
- 1974年4月1日　愛知県立岩倉高等学校に校名変更（普通科2学級、商業・経理科6学級）
- 1987年4月1日　商業科2学級を情報処理科に改編（普通科、商業科、経理科、情報処理科各2学級）
- 1999年4月1日　学則改正による改編（普通科、商業科、経理科、情報処理科の募集停止、総合学科5学級）
- 2001年3月31日　普通科、商業科、経理科、情報処理科が閉科
- 2001年4月1日　愛知県立岩倉総合高等学校に校名変更（総合学科10学級）

## 教育方針
- 校訓　明るく　正しく　逞しく
- 情操豊かで、礼節を重んずる人格形成に努める。
- 深く考え、自ら勉学に励み、進んで奉仕すると共に、責任を回避しない態度を養う。
- 命や体を大切にし、健全な身体をつくり、苦難に打ち克つ力を養う。
- 地球環境、特に家庭・中学校との連携を密にし、その期待に応える学習指導、生徒指導、進路指導の確立を図る。

## 学校行事
- 4月 入学式
- 5月 遠足
- 6月

- 7月 課外活動(1年生)
- 8月
- 9月

- 10月 岩高祭（体育祭・文化祭）、修学旅行(2年生)
- 11月
- 12月

- 1月
- 2月 入学試験、予餞会
- 3月 卒業式、球技大会

## 生徒会活動・部活動など

### 部活動

#### 運動部
- 野球
- 男子サッカー
- 女子サッカー
- 硬式テニス
- バレーボール
- バドミントン
- ソフトボール
- 柔道
- 剣道
- 陸上競技
- 水泳
- 男子バスケ
- 女子バスケ
- 空手

#### 文化部
- 吹奏楽
- 美術
- フォーク
- 映画研究
- 調理
- 茶華道
- コンピュータ
- 文芸同好会

## 交通
- 名古屋鉄道犬山線岩倉駅より徒歩20分
- 名鉄バス元小山バス停より徒歩15分